# Sköldparadisfåglar
Sköldparadisfåglar (Ptiloris) är ett fågelsläkte i familjen paradisfåglar inom ordningen tättingar: Släktet omfattar här fyra arter som förekommer på Nya Guinea och i nordöstra Australien:
- Fjällig sköldparadisfågel (P. paradiseus)
- Mindre sköldparadisfågel (P. victoriae)
- Praktsköldparadisfågel (P. magnificus)
- Östlig sköldparadisfågel (P. intercedens) – behandlas ofta som underart till magnificus[2]